# Меноли (Удине)
Меноли је насеље у Италији у округу Удине, региону Фурланија-Јулијска крајина.
Према процени из 2011. у насељу је живело 14 становника. Насеље се налази на надморској висини од 303 м.